# Atractodes tibialis
Atractodes tibialis là một loài tò vò trong họ Ichneumonidae.